# The Real Group

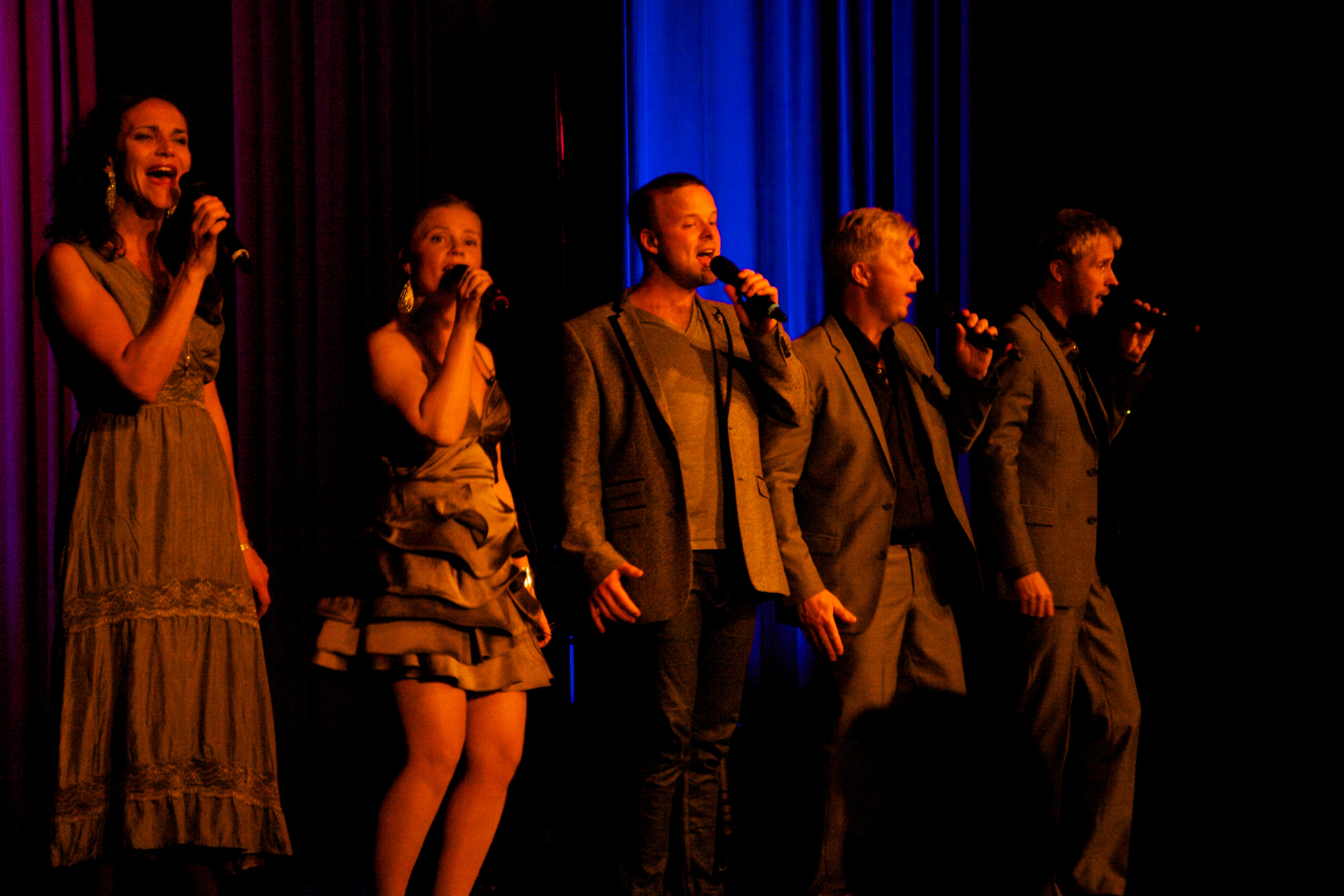
The Real Group mit Katarina Henryson

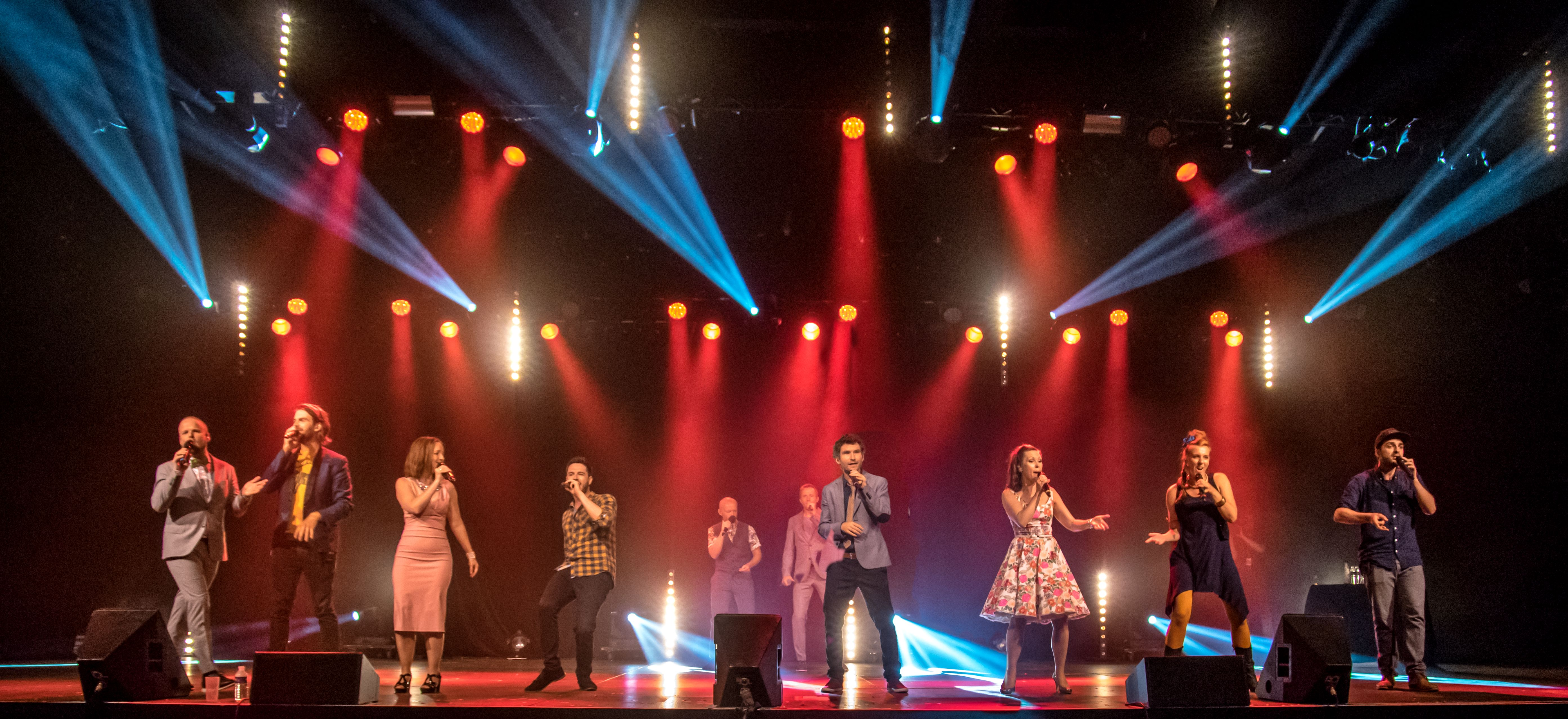
The Real Group und Unduzo auf dem ZMF in Freiburg 2016

The Real Group ist ein 1984 in Stockholm gegründetes A-cappella-Quintett, so benannt zu Ehren der Jazz-Standards-Sammlung Real Book. Die Formation zählt zu den erfolgreichsten und international bekanntesten Musikgruppen Schwedens.
Das Repertoire der Real Group ist breit gefächert, es enthält unterschiedliche Stilrichtungen von Folk über Swing und Pop bis zur Klassik. Anfangs sangen sie vor allem Jazz-Standards, später Beatlesnummern, dann immer mehr Eigenkompositionen (vor allem von Anders Edenroth).

## Geschichte

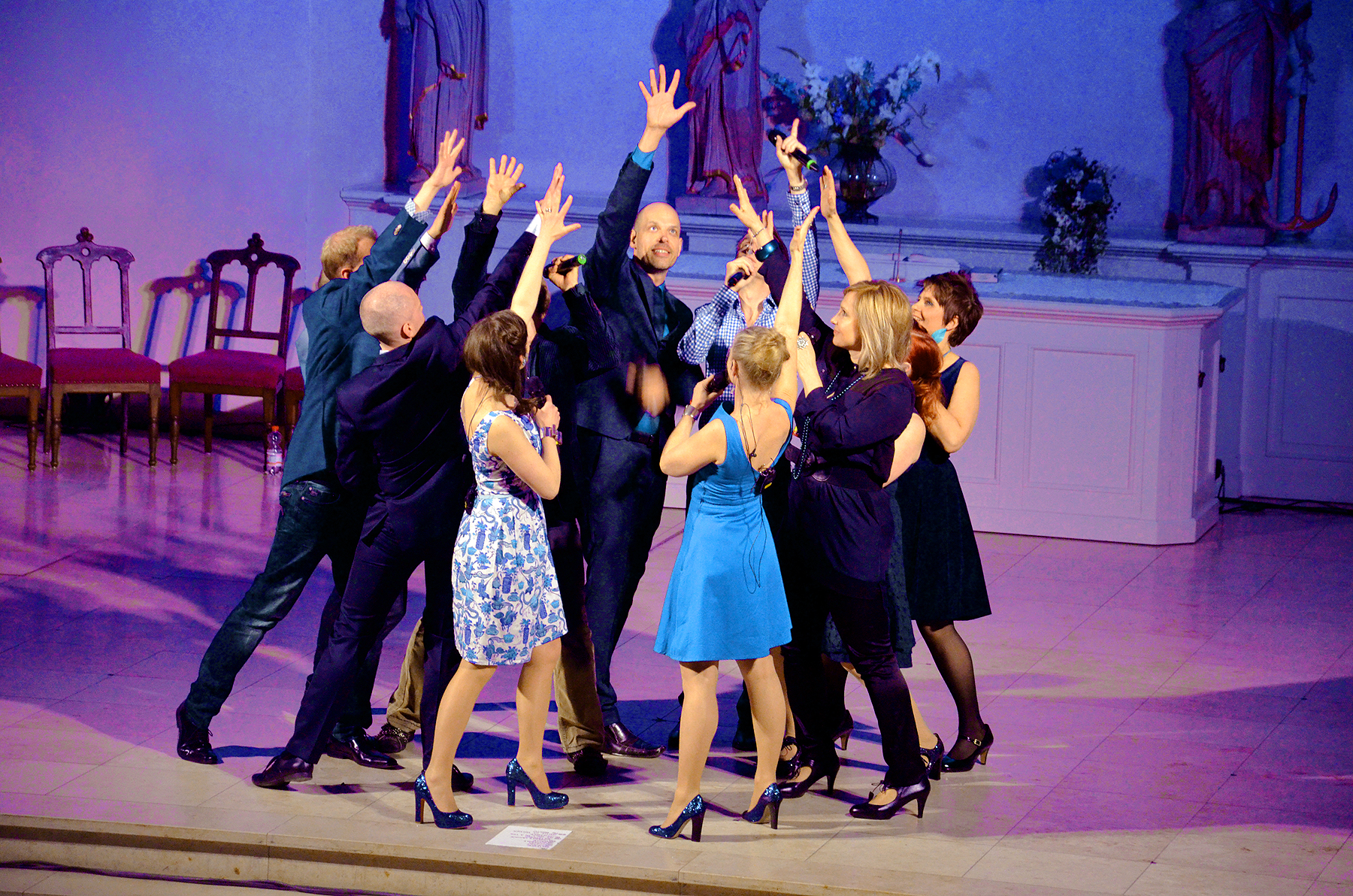
Gemeinsam mit Rajaton als Leveleleven 2015 bei der 15. Internationalen A-cappella-Woche Hannover

Nach 22 Jahren hat Margareta Bengtson im Dezember 2006 das Ensemble verlassen. Ihr erstes Soloprojekt „I'm Old Fashioned“ erschien im Oktober 2006. Für etwa zwei Jahre übernahm Johanna Nyström den Sopran. Sie ist seit vielen Jahren „ständige“ Ersatzfrau gewesen. Seit 2008 hat das Ensemble mit Emma Nilsdotter eine neue Sopranistin.
Peder Karlsson verließ zum Ende 2009 das Quintett. 
Zu Ehren seines Geburtstags fand aber am 24. Oktober 2010 in Stockholm ein Konzert statt, an dem alle bisherigen Mitglieder sowie das Sextett Rajaton aus Finnland teilnahmen.
2013 traten The Real Group und Rajaton erstmals als Ensemble gemeinsam unter dem Namen Leveleleven auf.
Anders Jalkéus ist seit Januar 2016 nicht mehr dabei.
Das Konzert am 9. Juli 2016 in Grafenegg (Österreich) war das letzte für Katarina Henryson, die damit das Ensemble verließ. Die Alt-Stimme übernahm daraufhin Lisa Östergren. Damit war ab diesem Zeitpunkt Anders Edenroth das letzte verbliebene Mitglied der Originalbesetzung.
Seit Januar 2020 singt Anton Forsberg Bariton und ersetzt somit Morten Vinther, welcher seit 2010 Bariton von The Real Group war. 
Am 31. März 2021 haben die Sopranistin Emma Nilsdotter und die Altistin Lisa Östergren das Ensemble verlassen.

## Diskografie

### Alben
| Jahr | Titel                                            | Höchstplatzierung, Gesamtwochen, AuszeichnungChartsChartplatzierungen (Jahr, Titel, Platzierungen, Wochen, Auszeichnungen, Anmerkungen) | Anmerkungen      |
| Jahr | Titel                                            | SE | Anmerkungen      |
| ---- | ------------------------------------------------ | --- | ---------------- |
| 1994 | Varför får man inte bara vara som man är         | SE30 (7 Wo.)SE |                  |
| 1996 | Original                                         | SE15 (12 Wo.)SE |                  |
| 1997 | Jazz:Live                                        | SE38 (5 Wo.)SE |                  |
| 1997 | En riktig jul                                    | SE37 (5 Wo.)SE |                  |
| 1998 | One for All                                      | SE33 (4 Wo.)SE |                  |
| 2000 | Commonly Unique                                  | SE22 (8 Wo.)SE |                  |
| 2001 | Allt det bästa                                   | SE2 Platin · (14 Wo.)SE |                  |
| 2002 | Stämning                                         | SE2 Platin · (17 Wo.)SE | mit Eric Ericson |
| 2006 | In the Middle of Life                            | SE6 (9 Wo.)SE |                  |
| 2008 | Håll musiken igång! The Real Group sjunger Povel | SE4 (10 Wo.)SE |                  |
| 2009 | The Real Album                                   | SE20 (8 Wo.)SE |                  |
| 2012 | The World for Christmas                          | SE25 (4 Wo.)SE |                  |
| 2013 | Live in Japan                                    | SE16 (4 Wo.)SE |                  |
| 2016 | Three Decades Of Vocal Music                     | SE25 (6 Wo.)SE |                  |

Weitere Alben
- 1987: Debut
- 1989: Nothing but the Real Group
- 1991: Röster
- 1995: Unreal
- 1996: Get Real
- 2003: Julen er her
- 2005: Unreal
- 2006: Live in Stockholm

### Singles
| Jahr | Titel Album        | Höchstplatzierung, Gesamtwochen, AuszeichnungChartsChartplatzierungen (Jahr, Titel, Album, Platzierungen, Wochen, Auszeichnungen, Anmerkungen) | Anmerkungen |
| Jahr | Titel Album        | SE | Anmerkungen |
| ---- | ------------------ | --- | ----------- |
| 2017 | Härlig är jorden – | SE78 (1 Wo.)SE |             |

### Bekannte Lieder
- Chili con carne
- Acappella in Acapulco
- Flight of the Foo-Birds
- Alla talar med varandra (Smalltalk)
- Vem kan segla förutan vind (Bearbeitung eines Volkslieds)
- I Sing, You Sing
- Words
- Kristallen den fina
- A Minute on Your Lips
- Big Bad World